# Hasroun
Hasroun, (además llamada Hasrun o Hasroon, en árabe: حصرون),  es una localidad del norte del Líbano, perteneciente al distrito de Bsharri, se encuentra a 105 kilómetros de Beirut, (capital del Líbano), su altitud es de 1.380 metros sobre el nivel del mar, tiene 2.459 habitantes, cuenta con tres escuelas, una pública y dos son privadas, no existe hospital en Hasroun, tiene 17 empresas con más de cinco empleados, su nombre se debe a la Rosa del monte Líbano, su población es católica Maronita, esta ciudad dio dos patriarcas a la iglesia Maronita, el Patriarca Yaaqoub Awwad (1705-1733) y Patriarca Simaan Awwad (1743-1756). 